# Нескучай
Нескучай — деревня в Фировском районе Тверской области. Входит в состав Рождественского сельского поселения.

## История
Деревня возникла в 1862 году, когда, по преданию, после отмены крепостного права из деревни Мартюшино помещиками было выселено два дома со словами: «Живите и не скучайте».
Недалеко от места, где сейчас находится деревня, находилась исчезнувшая в XVI веке деревня Песчан.
Сейчас деревня практически заброшена, постоянно в ней проживает один человек.

## Известные люди
В деревне родился художник М. Г. Богатырёв.